# Мінх Ірина Едвінівна
Мінх Ірина Едвінівна (16 квітня 1964) — російська баскетболістка.
Олімпійська чемпіонка 1992 року.
Бронзова призерка Олімпійських ігор 1988 року.